# Абразивный порошок
Порошки́ абрази́вные — Шлифовальным или абразивныйм порошком называется,  абразивный материал, размеры зерен которого находятся в пределах 4750-50 мкм (ГОСТ 52381-2005).
Более мелкие зерна абразивного материала называются микропорошками, размеры зерен 63-14 мкм, самые мелкие с размером зерен 10-3 мкм – тонкими действует в части микропорошков).
К природным абразивным порошкам относятся корунд, наждак, кварцевый песок, гранат, кремень, мелкозернистый кварцит (байколит) и др. Искусственные абразивные материалы – карбид бора, карбид кремния, электрокорунд, техническое стекло и др.

## Применение
Абразивные порошки принято использовать для изготовления шлифовальной шкурки и другого подобного инструмента, которые используются для обработки и шлифовки. Абразивные порошки также применяются в процессах обдирки и резки.
Что касается конкретных сфер применения, то шлифовальные порошки предназначены для изготовления:
- паст, кругов, бластингов и других абразивных материалов;

- неформованных и формованных огнеупоров;
- керамических изделий;
- технической керамики;
- защитных покрытий;
- противоскользящих покрытий;
- наполнителей.

Микропорошки также используются с целью матирования стекол.

## Требования к абразивным порошкам
Требования к абразивным (шлифовальным) порошкам изложены в государственных стандартах, в частности, ГОСТ 52381-2005.
Для использования абразивных (шлифовальных) порошков при обработке свободным абразивным зерном изготовляют шлифовальные порошки зернистостей: F4, F5, F6, F7, F8, F10, F12, F14, F16, F20, F22, F24, F30, F36, F40, F46, F54, F60, F70, F80, F90, F100, F120, F150, F180, F22011 (в пределах 4750-45 мкм ).
Основные свойства абразивов - это твердость, прочность и способность к самозатачиванию или наличие острых краев. Главный показатель качества абразива - его режущая способность. Она определяется массой снимаемого при шлифовании материала до затупления зерен.